# Marlow FC
Marlow FC (celým názvem: Marlow Football Club) je anglický fotbalový klub, který sídlí ve městě Marlow v nemetropolitním hrabství Buckinghamshire. Založen byl v roce 1870. Od sezóny 2018/19 hraje v Isthmian League South Central Division (8. nejvyšší soutěž). Klubové barvy jsou modrá a bílá.
Své domácí zápasy odehrává na stadionu Alfred Davis Memorial Ground s kapacitou 3 000 diváků.

## Úspěchy v domácích pohárech
Zdroj: 
- FA Cup
  - Semifinále: 1881/82
- FA Amateur Cup
  - Semifinále: 1896/97, 1899/00
- FA Trophy
  - 4. kolo: 2003/04
- FA Vase
  - 5. kolo: 1974/75, 2000/01

## Umístění v jednotlivých sezonách
Stručný přehled
Zdroj: 
- 1908–1909: Spartan League (Western Division)
- 1909–1910: Spartan League (Section A)
- 1963–1965: Spartan League
- 1965–1970: Athenian League (Division Two)
- 1970–1977: Athenian League (Division One)
- 1977–1984: Athenian League
- 1984–1985: Isthmian League (Second Division North)
- 1985–1987: Isthmian League (Second Division South)
- 1987–1988: Isthmian League (First Division)
- 1988–1995: Isthmian League (Premier Division)
- 1995–1997: Isthmian League (First Division)
- 1997–2002: Isthmian League (Second Division)
- 2002–2003: Isthmian League (Division One North)
- 2003–2004: Isthmian League (Division One South)
- 2004–2006: Southern Football League (Western Division)
- 2006–2008: Southern Football League (Division One South & West)
- 2008–2010: Southern Football League (Division One Midlands)
- 2010–2012: Southern Football League (Division One Central)
- 2012–2013: Hellenic Football League (Premier Division)
- 2013–2015: Southern Football League (Division One Central)
- 2015–2016: Southern Football League (Division One South & West)
- 2016–2017: Southern Football League (Division One Central)
- 2017–2018: Southern Football League (Division One East)
- 2018– : Isthmian League (South Central Division)

Jednotlivé ročníky
Zdroj: 
Legenda: Z - zápasy, V - výhry, R - remízy, P - porážky, VG - vstřelené góly, OG - obdržené góly, +/- - rozdíl skóre, B - body, červené podbarvení - sestup, zelené podbarvení - postup, fialové podbarvení - reorganizace, změna skupiny či soutěže
| Sezóny  | Liga                                                 | Úroveň | Z  | V  | R  | P  | VG  | OG | +/- | B  | Pozice |
| ------- | ---------------------------------------------------- | ------ | -- | -- | -- | -- | --- | -- | --- | -- | ------ |
| 2009/10 | Southern Football League (Division One Midlands)     | 8      | 42 | 12 | 14 | 16 | 64  | 65 | -1  | 50 | 15.    |
| 2010/11 | Southern Football League (Division One Central)      | 8      | 42 | 15 | 9  | 18 | 68  | 65 | +3  | 54 | 11.    |
| 2011/12 | Southern Football League (Division One Central)      | 8      | 42 | 6  | 10 | 26 | 50  | 86 | -36 | 28 | 22.    |
| 2012/13 | Hellenic Football League (Premier Division)          | 9      | 36 | 29 | 6  | 1  | 123 | 40 | +83 | 93 | 1.     |
| 2013/14 | Southern Football League (Division One Central)      | 8      | 42 | 12 | 11 | 19 | 73  | 84 | -11 | 47 | 17.    |
| 2014/15 | Southern Football League (Division One Central)      | 8      | 42 | 15 | 12 | 15 | 58  | 59 | -1  | 57 | 11.    |
| 2015/16 | Southern Football League (Division One South & West) | 8      | 42 | 15 | 7  | 20 | 68  | 79 | -11 | 52 | 13.    |
| 2016/17 | Southern Football League (Division One Central)      | 8      | 42 | 23 | 8  | 11 | 65  | 43 | +22 | 77 | 4.     |
| 2017/18 | Southern Football League (Division One East)         | 8      | 42 | 13 | 10 | 19 | 54  | 75 | -21 | 49 | 14.    |
| 2018/19 | Isthmian League (South Central Division)             | 8      | 38 |    |    |    |     |    |     |    |        |